# Stefanandra
Stefanandra (Neillia incisa) är en art i familjen rosväxter som först beskrevs av den svenska botanikern Carl Peter Thunberg, och fick sitt nu gällande namn av den amerikanska botanikern Sang-Hun Oh. Stefanandra ingår i släktet klockspireor. Inga underarter finns listade i Catalogue of Life.